# Río Platte
El río Platte, o río Chato del original en español (del inglés: Platte River), es un río del Medio Oeste de los Estados Unidos que fluye en dirección este por el estado de Nebraska hasta desaguar en el río Misuri —del que es su principal afluente— por la derecha, cerca de las ciudades de Omaha y Lincoln. Tiene una longitud de 499 km, pero con uno de sus ríos cabecera, el Platte Norte, alcanza los 1593 km, que lo sitúan entre los 15 ríos más largos de los Estados Unidos. Drena una cuenca de 233 100 km² de la vertiente oriental de las Montañas Rocosas y la zona central de las Grandes Llanuras.
En el siglo XVIII, el río fue conocido entre los tramperos franceses que lo exploraron como río Nebraska. Más tarde, el valle del río Platte fue muy importante en la expansión hacia el Oeste de Estados Unidos, discurriendo por su valle la Great Platte River Road (Gran Carretera del Río Chato), la principal ruta al oeste en la que confluían, en Fort Kearny, otras tres rutas: la ruta de Oregón, la ruta Mormón y la ruta de California. 
Administrativamente, el río discurre íntegramente por el estado de Nebraska, pero su cuenca comprende también partes de Colorado y Wyoming.

## Geografía
El río Platte tiene tres tramos principales: el curso alto, desde las montañas Rocosas hasta la localidad de North Platte (Nebraska); el curso medio, de North Platte hasta Columbus (Nebraska); y el curso bajo, desde Columbus hasta la desembocadura en el río Misuri. Nace del deshielo de las montañas y discurre aguas abajo hasta las llanuras de Nebraska, donde se usa para irrigar las tierras de labranza. El río Platte está regulado mediante embalses, que evitan las crecidas y el flujo de retorno por almacenamiento sobre el nivel de suelo de muchos pequeños afluentes a lo largo de toda la longitud del río.
El río Platte recibe muchos afluentes, además de sus dos fuentes, los ríos Platte Norte y Sur. El río va perdiendo caudal a medida que avanza hacia el este debido a la evaporación y al uso de sus aguas para la irrigación, pero gracias a las aportaciones del río Loup (109 km), del arroyo Elkhorn y del arroyo Salt, el Platte no queda seco.
El río Platte drena una de las zonas más áridas de las Grandes Llanuras y por lo tanto su caudal es considerablemente menor que el de ríos de longitud comparable de Norteamérica. Durante la mayor parte de su curso, es una corriente trenzada de amplitud típica y poca profundidad. Durante los primeros tiempos, la descripción humorística común era que el Platte tenía «una milla de ancho en la desembocadura, pero solo seis pulgadas de profundidad». Los buscadores de oro, en 1849, decían que era «demasiado ancho para beber, demasiado estrecho para arar». En Nebraska occidental, las orillas y el lecho del río Platte proporcionan un oasis verde en medio de una región por lo demás semiárida. El valle central del río Platte es una importante parada para las aves acuáticas migratorias, como la grulla blanca y la grulla gris, en su travesía anual por la vía migratoria central. 
El río se ha estrechado significativamente en los últimos 70 años. Esta reducción en el tamaño se atribuye en parte a la irrigación, y en gran medida a las aguas desviadas y usadas por la población creciente de Colorado, que han sobrepasado la capacidad de que su agua subterránea lo sostenga.

### Curso
El río Platte se forma en la parte centrooccidental del estado de Nebraska, en el condado de Lincoln, al este de la ciudad de North Platte (23.878 hab. en 2000), por la confluencia de sus dos fuentes, el río Platte Sur (South Platte River) y el río Platte Norte (North Platte River), dos largos ríos que vienen del oeste y nacen en la vertiente oriental de las montañas Rocosas, cerca de la Divisoria continental de las Américas. El río Platte describe en su curso dos amplios arcos en dirección este, uno primero hacia el sudeste y el segundo al nordeste, atravesando la parte sur del estado de Nebraska, en la región de las Sandhills. 
El río Platte avanza por el condado de Lincoln en dirección sureste, pasando cerca de las pequeñas localidades de Maxwell (315 hab.) y  Brady (366 hab.). Entra en el condado de Dawson y al poco llega a las localidades de Gothenburg (3.619 hab.), Cozad (4.163 hab.) y Lexington (10.011 hab.). Sigue por el condado de Buffalo, ya en dirección este, pasando por Elm Creek (894 hab.) y Kearney (27.431 hab.), la segunda ciudad por importancia que recorre en todo su curso. Aguas abajo de Kearney, en la orilla derecha se encuentran las ruinas del antiguo fuerte Kearney (actualmente un área recreativa estatal, la «Fort Kearney State Recreation Area»). Vira a continuación el río hacia el noroeste, para completar su primer bucle, y tras pasar por la localidad de Gibbon (1.759 hab.) entra en el condado de Hall. Pasa cerca de Wood River (1.204 hab.), Donipham (763 hab.) y Grand Island (42.940 hab.), la más importante de las ciudades de su curso. 

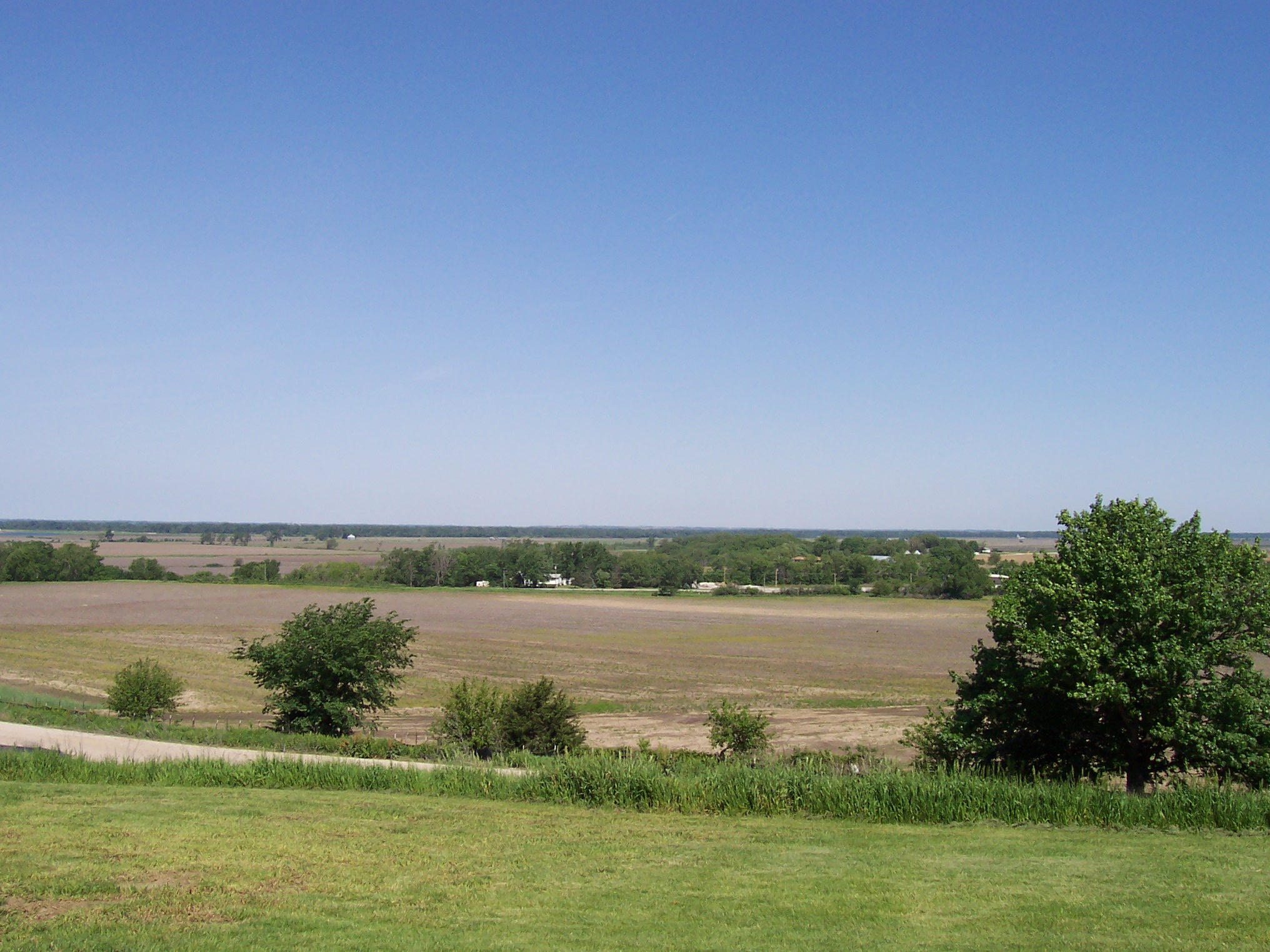
El valle del río al oeste de Omaha.

Continúa aguas abajo en un tramo en el que río ira formando el límite natural entre varios condados. Primero forma el límite entre los condados de Merrick (norte) y Hamilton (sur), pasando por Lockwood, Chapman (341 hab.), Marquette (282 hab.), Paddock, Overland y Central City (2.998 hab.). El río llega a la isla de Bakers, y comienza otro tramo en el que será límite entre los condados de Merrick y Polk (sur), pasando por Clarks (361 hab.) y Silver Creek (441 hab.). Sigue otro tramo límite entre los condados de Platte (norte) y Polk (sur), en el que alcanza Gardiner y Duncan (359 hab.). Vira nuevamente hacia el este, un nuevo tramo límite entre los condados de Platte y Butler (sur) y en el que recibe al principal de sus afluentes, el río Loup, que tras pasar por Columbus (20.971 hab.) a menos de 8 km desemboca en el río Platte. El río Loup tiene unos 105 km de longitud, pero con una de sus tres fuentes, el río Loup Norte, llega hasta los 450 km.
El río Platte forma a continuación frontera entre los condados de Colfax (norte) y Butler, alcanzando Schuyler (5.371 hab.) y Rogers (95 hab.). Sigue a continuación formando frontera entre los condados de Dodge (norte) y Saunders (sur), llegando a North Bend (1.213 hab.) y luego a Fremont (25.174).
Después vira al sureste, en su último bucle, en el que es límite entre los condados de Saunders (oeste) y Douglas (este) pasando por Woodcliff y Leshara (111 hab.). El río ya está en su tramo final, en el que bordea por el extremo suroeste la capital del estado Omaha (390.007 hab.). 
Sigue formando frontera entre condados: primero entre Saunders y Sarpy (este), un corto tramo en el que recibe, por la izquierda y procedente del noroeste, al arroyo Elkhorn; y por último, entre los condados de Sarpy (norte) y Cass (sur), el último de los tramos en el que pasa frente a las pequeñas poblaciones suburbiales de Ashland (2.262 hab.), Louisville (1.046 hab.) y Cedar Creek (396 hab.), pasada la cual el río Platte se une finalmente, por la derecha, al río Misuri, a unos 30 km al sur de Omaha y unos 8 km al norte, aguas arriba, de Plattsmouth (6.887 hab.).

## Historia

Rutas al oeste a través de Nebraska, por el valle del río Platte: la ruta Mormón, en azul; las rutas de Oregon y California y el Pony Express, en rojo; una ruta alternativa a la de Oregon/California, en rojo a rayas; rutas menos usadas, en naranja. Fort Kearny, donde confluían todas, es el punto negro.

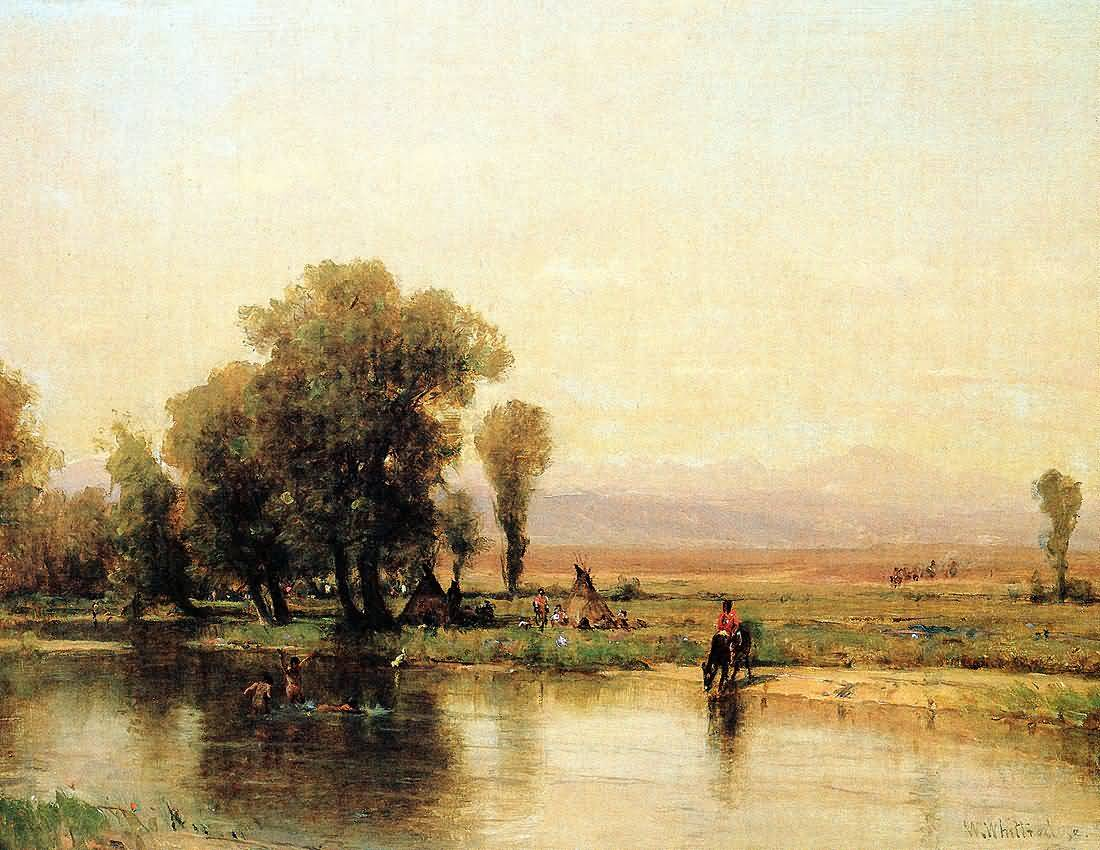
Una recreación pictórica de las rutas al oeste, Encampment Along The Platte, de Worthington Whittredge (1820–1910).

El primer europeo que descubrió el río Platte fue en 1714 el explorador francés Étienne de Veniard, sieur de Bourgmont (1679-1734), que dio al río el nombre de  «Nebraskier», una palabra de la lengua india oto que significa «agua plana». El río siempre fue una valiosa ruta de transporte para el comercio de pieles entre los franceses y las tribus indias de los pawnee y los otoe, y la palabra francesa «platte» (que significa, plano, llano), fue empleada más tarde.
La región del Platte estaba en una zona intermedia de las Grandes Llanuras, reclamada por los españoles y los franceses. Joseph Naranjo, un explorador negro, también había encontrado el Platte, y más tarde guio la expedición Villasur (1720) hasta allí para detener la expansión francesa. La suya fue la penetración más profunda de la exploración española en las llanuras centrales. 
En 1803 los Estados Unidos adquirieron la región por la Compra de Luisiana. En 1804 organizaron la expedición de Lewis y Clark, que pasó por su desembocadura, pero que no se adentró en el río. En la temporada 1819-20, el río Platte fue explorado y cartografiado en una expedición de reconocimiento liderada por el mayor Stephen H. Long (1784–1864), en la que participaban destacadas naturalistas como los botánicos William Baldwin, Titian Peale y el entomólogo Thomas Say.
El valle del Platte comenzó a ser utilizado por los tramperos americanos y era remontado aguas arriba, por la orilla derecha, por los primeros pioneros que se dirigían al Territorio de Oregón. El Platte pronto se consolidó como una de las etapas de la ruta de Oregón (Oregon Trail). Comenzaba la ruta en Independence o Kansas City y seguía en un primer momento el también histórico camino de Santa Fe (Santa Fe Trail) a lo largo de la ribera sur del río Kansas. Después de cruzar los Hills en Lawrence, se cruzaba el río Kansas en ferry, barcas o lanchas cerca de Topeka, y se ladeaba en dirección hacia la actual Nebraska, atravesando el valle del río Big Blue en su curso bajo. Luego se seguía en paralelo el río Little Blue, hasta llegar a la ribera sur del río Platte, donde se construyó en 1848 Fort Kearney (cerca de la actual Newark), para auxiliar a esos pioneros y colonos.
En 1842, el gobierno encomendó al entonces teniente  John C. Frémont, con su guía Kit Carson, el reconocimiento completo de toda la región del río Platte, llegando por el Platte Norte hasta la cordillera del río Wind, en la Divisoria Continental y ascendiendo al pico que ahora lleva su nombre, el pico Fremont (4.189 m). En los mapas que cartografió en ese viaje, Frémont utilizó la palabra de la tribu otoe «Ne-brath-ka» (que significa, «tierra de aguas planas»)  para designar al río Platte.
A partir de la fiebre del oro de California (1848) la ruta de Oregón también fue usada en su primer tramo para llegar a California, en la llamada ruta de California (California Trail). Los mormones usaron otra ruta que cruzaba el valle en la Gran Migración de 1843, esta vez por la margen izquierda,  la ruta Mormón (Mormón Trail), que recorría la totalidad del valle, desde la boca a la confluencia del Platte Norte y Sur. A partir de Fort Kearney, la ruta sería conocida como Great Platte River Road, la principal ruta al oeste, una especie de supercarretera del siglo XIX que continuaba por el valle del Platte Norte, y en la que el río Platte proporcionaba siempre agua dulce, madera, caza y pesca y un camino abierto para los pioneros.
En la década de 1860, el río Platte y el río Platte Norte sirvieron como paso de los jinetes del Pony Express y, posteriormente, para la primera parte del Primer ferrocarril transcontinental de Estados Unidos de la Union Pacific. En el siglo XX, su valle fue utilizado para construir la Lincoln Highway y, después, la Interestatal 80, que corren paralelas al río Platte (y al Platte Norte) atravesando gran parte de Nebraska. 
Este es también el motivo de que muchas de las ciudades más grandes de Nebraska se encuentran en, o cerca, del río Platte, como Omaha, Lincoln (225.581 hab.), Kearney, Grand Island y North Platte. Hay también lugares de importancia histórica a lo largo del río Platte, como Fort Kearny y otros puestos para el comercio de pieles, dada la facilidad y abundancia de la caza a lo largo del río. 
En 1859 se construyó el primer canal de riego para desviar las aguas del río Platte, con el fin de ser utilizadas en la agricultura. También hay muchos embalses a lo largo del río Platte, como los embalses de Swanson, el lago McConaughy y Plum Creek, que suministran agua con fines agrarios.